# 운연차량사업소
운연차량사업소(雲宴車輛事業所)는 대한민국 인천광역시 남동구 운연동에 있는 인천교통공사 인천 도시철도 2호선의 차량기지이다. 연결 선로를 통해 운연역과 연결된다. 심야에 31편성이 주박한다.

## 업무
주요 업무는 인천 도시철도 2호선 열차의 경.중검수 및 내부 관리이다.
- 인천교통공사 2000호대 전동차 유치 및 입·출고 검수관리